# Хондурас на Светском првенству у атлетици на отвореном 2019.
Хондурас је учествовао на 17. Светском првенству у атлетици на отвореном 2019. одржаном у Дохи од 27. септембра до 6. октобра седамнаести пут, односно учествовао је на свим првенствима до данас. Репрезентацију Хондураса је представљао један такмичар који се такмичио у трци на 100 метара.,
На овом првенству Хондурас није освојио ниједну медаљу, нити је постигнут национални или лични рекорд.

## Учесници
Мушкарци:
- Melique García — 100 м

## Резултати

### Мушкарци
| Атлетичар      | Дисциплина | Лични рекорд | Предтакмичење | Предтакмичење | Квалификације        | Квалификације        | Полуфинале           | Полуфинале           | Финале               | Финале       | Детаљи |
| Атлетичар      | Дисциплина | Лични рекорд | Резултат      | Место         | Резултат             | Место                | Резултат             | Место                | Резултат             | Место        | Детаљи |
| -------------- | ---------- | ------------ | ------------- | ------------- | -------------------- | -------------------- | -------------------- | -------------------- | -------------------- | ------------ | ------ |
| Melique García | 100 м      | 10,50        | 10,76         | 3. у гр. 3    | Није се квалификовао | Није се квалификовао | Није се квалификовао | Није се квалификовао | Није се квалификовао | 42 / 65 (68) |        |